# Krystian Gryglewski
 (juin 2018).
Si vous disposez d'ouvrages ou d'articles de référence ou si vous connaissez des sites web de qualité traitant du thème abordé ici, merci de compléter l'article en donnant les références utiles à sa vérifiabilité et en les liant à la section « Notes et références ».
Krystian Gryglewski (né le 20 juin 1994) est un escrimeur polonais, pratiquant le fleuret.

## Palmarès
- Championnats d'Europe
  -  Médaille de bronze par équipes aux championnats d'Europe 2018 à Novi Sad[1]

- Championnats de Pologne
  -  Médaille d'argent par équipes aux championnats de Pologne 2012
  -  Médaille d'argent par équipes aux championnats de Pologne 2017
  -  Médaille de bronze par équipes aux championnats de Pologne 2011
  -  Médaille de bronze par équipes aux championnats de Pologne 2016
  -  Médaille de bronze en individuel aux championnats de Pologne 2016 à Varsovie[2]